# 사랑할 때 이야기하는 것들
"사랑할 때 이야기하는 것들"는 2006년에 개봉한 대한민국의 영화이다.

## 캐스팅
- 한석규 : 심인구 역
- 김지수 : 이혜란 역
- 이한위 : 심인섭 역
- 정혜선 : 인구 모 역
- 김성녀 : 혜란 모 역
- 김지현 : 이미란 역
- 오정세 : 미란 애인
- 김광식 : 형사 1 역
- 한대관 : 형사 2 역
- 송영재 : 공장장 역
- 조석현 : 9603 주차남 역
- 정인기 : 인구 친구 역
- 김익태 : 약국 취객 역
- 유병선 : 오프닝 주차남 역
- 배장수 : 모텔 주인 역
- 이지현 : 혜란 동업 선배 역
- 최철호 : 변호사 역 (특별출연)